# Noel Neill
Noel Neill, née le 25 novembre 1920 à Minneapolis et mort le 3 juillet 2016 à Tucson, est une actrice américaine connue pour avoir interprété Lois Lane dans plusieurs films de Superman (1948) et Atom Man vs. Superman (1950), ainsi que dans la série télévisée des années 1950 Les Aventures de Superman.

## Filmographie partielle
- 1944 : Rainbow Island  (non créditée)
- 1944 : La Marine en jupons
- 1945 : Bring on the Girls
- 1945 : Duffy's Tavern (non créditée)
- 1945 : Le Club des cigognes (non créditée)
- 1948 : 1945 : La Grande Horloge (non créditée)
- 1948 : Are You with It?
- 1949 : Gun Runner de Lambert Hillyer
- 1949 : Son of a Badman
- 1949 : The Sky Dragon
- 1949 : Forgotten Women
- 1951 : Abilene Trail (en)  de Lewis D. Collins
- 1951 : Un Américain à Paris (non créditée)
- 1951 : Whistling Hills
- 1951 : Duel sous la mer (Submarine Command) (non créditée)
- 1952 : Invasion U.S.A. (1952) (avec Phyllis Coates)
- 1978 : Superman (1978) (non créditée) : la mère de Lois Lane[2]